# Omer Golan
Pour les articles homonymes, voir Golan.
Omer Golan est un footballeur international israélien né le 4 octobre 1982 à Holon. Il évolue au poste d'attaquant.

## Carrière
- 2000-déc. 2007 :  Maccabi Petach-Tikva
- jan. 2008-2010 :  KSC Lokeren
- 2010-2014 :  Maccabi Petach-Tikva

## Sélection nationale
- 36 sélections et 9 buts avec l'équipe d'Israël de football entre 2004 et 2010.